# 美国各州最大城市列表
以下城市大小是以人口为标准：
| 州别               | 最大城市                              | 第二大城市                            | 第三大城市                            |
| 亚拉巴马州         | 伯明翰（Birmingham）                  | 蒙哥马利（Montgomery）                | 莫比尔（Mobile）                      |
| 阿拉斯加州         | 安克雷奇（Anchorage）                 | 费尔班克斯（Fairbanks）               | 朱诺（Juneau）                        |
| 亚利桑那州         | 菲尼克斯（Phoenix）                   | 图森（Tucson）                        | 梅萨（Mesa）                          |
| 阿肯色州           | 小石城（Little Rock）                 | 史密斯堡（Fort Smith）                | 费耶特维尔（Fayetteville）            |
| 加利福尼亚州       | 洛杉矶（Los Angeles）                 | 圣迭戈（San Diego）                   | 圣何塞（San José）                    |
| 科罗拉多州         | 丹佛（Denver）                        | 科羅拉多泉 （Colorado Springs）       | 奥罗拉（Aurora）                      |
| 康涅狄格州         | 布里奇波特（Bridgeport）              | 哈特福德（Hartford）                  | 纽黑文（New Haven）                   |
| 特拉华州           | 威尔明顿（Wilmington）                | 多佛（Dover）                         | 纽瓦克（Newark）                      |
| 华盛顿哥伦比亚特区 | 华盛顿哥伦比亚特区（Washington D.C.） | 华盛顿哥伦比亚特区（Washington D.C.） | 华盛顿哥伦比亚特区（Washington D.C.） |
| 佛罗里达州         | 傑克遜維爾（Jacksonville）            | 邁阿密（Miami）                       | 坦帕（Tampa）                         |
| 佐治亚州           | 亚特兰大（Atlanta）                   | 奥古斯塔（Augusta）                   | 哥伦布（Columbus）                    |
| 夏威夷州           | 檀香山（Honolulu）                    | 希洛（Hilo）                          | 凯卢阿（Kailua）                      |
| 爱达荷州           | 博伊西（Boise）                       | 楠帕（Nampa）                         | 爱达荷福尔斯（Idaho Falls）           |
| 伊利诺伊州         | 芝加哥（Chicago）                     | 奥罗拉（Aurora）                      | 罗克福德（Rockford）                  |
| 印第安纳州         | 印第安纳波利斯（Indianapolis）        | 韦恩堡（Fort Wayne）                  | 埃文斯维尔（Evansville）              |
| 艾奥瓦州           | 得梅因（Des Moines）                  | 锡达拉皮兹（Cedar Rapids）            | 达文波特（Davenport）                 |
| 堪萨斯州           | 威奇托（Wichita）                     | 奥弗兰帕克（Overland Park）           | 堪萨斯城（Kansas City）               |
| 肯塔基州           | 路易維爾（Louisville）                | 列克星敦（Lexington）                 | 欧文斯伯勒（Owensboro）               |
| 路易斯安那州       | 新奥尔良（New Orleans）               | 巴吞鲁日（Baton Rouge）               | 什里夫波特（Shreveport）              |
| 缅因州             | 波特兰（Portland）                    | 刘易斯顿（Lewiston）                  | 班戈（Bangor）                        |
| 马里兰州           | 巴尔的摩（Baltimore）                 | 弗雷德里克（Frederick）               | 盖瑟斯堡（Gaithersburg）              |
| 马萨诸塞州         | 波士顿（Boston）                      | 伍斯特（Worcester）                   | 斯平菲尔德（Springfield）             |
| 密歇根州           | 底特律（Detroit）                     | 大急流城（Grand Rapids）              | 沃伦（Warren）                        |
| 明尼苏达州         | 明尼阿波利斯（Minneapolis）           | 圣保罗（Saint Paul）                  | 罗切斯特（Rochester）                 |
| 密西西比州         | 杰克逊（Jackson）                     | 格尔夫波特（Gulfport）                | 比洛克西（Biloxi）                    |
| 密苏里州           | 堪萨斯城（Kansas City）               | 圣路易斯（Sanit Louis）               | 斯普林菲尔德（Springfield）           |
| 蒙大拿州           | 比灵斯（Billings）                    | 米苏拉（Missoula）                    | 大瀑布城（Great Falls）               |
| 内布拉斯加州       | 奥马哈（Omaha）                       | 林肯（Lincoln）                       | 贝尔维尤（Bellevue）                  |
| 内华达州           | 拉斯维加斯（Las Vegas）               | 亨德森（Henderson）                   | 里诺（Reno）                          |
| 新罕布什尔州       | 曼彻斯特（Manchester）                | 纳舒厄（Nashua）                      | 康科德（Concord）                     |
| 新泽西州           | （Newark）                            | 泽西城（Jersey City）                 | 帕特森（Paterson）                    |
| 新墨西哥州         | 阿布奎基（Albuquerque）               | 拉斯克鲁塞斯（Las Cruces）            | 圣菲（Santa Fe）                      |
| 纽约州             | 紐約（New York）                      | 水牛城（Buffalo）                     | 罗切斯特（Rochester）                 |
| 北卡罗来纳州       | 夏洛特（Charlotte）                   | 罗利（Raleigh）                       | 格林斯伯勒（Greensboro）              |
| 北达科他州         | 法戈（Fargo）                         | 俾斯麦（Bismarck）                    | 大福克斯（Grand Forks）               |
| 俄亥俄州           | 哥伦布（Columbus）                    | 克利夫兰（Cleveland）                 | 辛辛那堤（Cincinnati）                |
| 奧克拉荷马州       | 奧克拉荷马城（Oklahoma City）         | 塔尔萨（Tulsa）                       | 诺曼（Norman）                        |
| 俄勒冈州           | 波特兰（Portland）                    | 塞勒姆（Salem）                       | 尤金（Eugene）                        |
| 宾夕法尼亚州       | 费城（Philadelphia）                  | 匹兹堡（Pittsburgh）                  | 阿伦敦（Allentown）                   |
| 罗得岛州           | 普罗维登斯（Providence）              | 沃里克（Warwick）                     | 克兰斯顿（Cranston）                  |
| 南卡罗来纳州       | 查爾斯頓（Charleston）                | 哥倫比亞（Columbia）                  | 北查尔斯顿（North Charleston）        |
| 南达科他州         | 苏福尔斯（Sioux Falls）               | 拉皮德城（Rapid City）                | 阿伯丁（Aberdeen）                    |
| 田纳西州           | 納許維爾（Nashville）                 | 孟菲斯（Memphis）                     | 诺克斯维尔（Knoxville）               |
| 得克萨斯州         | 休士頓（Houston）                     | 圣安东尼奥（San Antonio）             | 达拉斯（Dallas）                      |
| 犹他州             | 盐湖城（Salt Lake City）              | 普罗沃（Provo）                       | 西瓦利城（West Valley City）          |
| 佛蒙特州           | 伯灵顿（Burlington）                  | 拉特兰（Rutland）                     | 南伯灵顿（South Burlington）          |
| 弗吉尼亚州         | 弗吉尼亚比奇（Virginia Beach）        | 诺福克（Norfolk）                     | 里奇蒙(Richmond)                      |
| 华盛顿州           | 西雅图（Seattle）                     | 斯波坎（Spokane）                     | 塔科马（Tacoma）                      |
| 西弗吉尼亚州       | 查尔斯顿（Charleston）                | 亨廷顿（Huntington）                  | 帕克斯堡（Parkersburg）               |
| 威斯康辛州         | 密尔沃基（Milwaukee）                 | 麦迪逊（Madison）                     | 格林贝（Green Bay）                   |
| 怀俄明州           | 夏延（Cheyenne）                      | 卡斯珀（Casper）                      | 拉勒米（Laramie）                     |